# Luz à Osville
Luz à Osville (The Owl House) est une série télévisée d’animation américaine créée par Dana Terrace et produite par Disney Television Animation. La série est diffusée entre le 10 janvier 2020 et le 8 avril 2023 sur Disney Channel,. En novembre 2019, la série a été renouvelée pour une deuxième saison avant même le début de la diffusion de la première saison. En mai 2021, la série est renouvelée pour une troisième saison avant même le début de la diffusion de la deuxième saison.
En France et en Suisse, la série est diffusée depuis le 15 avril 2020 sur Disney Channel France. En Belgique, la série est diffusée sur Disney Channel Belgique et depuis le 8 janvier 2021 sur La Chaîne Disney au Québec.

## Synopsis
Luz, une adolescente humaine pleine d’assurance, tombe accidentellement sur un portail permettant d’accéder à un monde magique où elle se liera d’amitié avec une sorcière rebelle, Eda, et un démon guerrier adorable, King. Bien qu’elle ne possède pas de pouvoirs magiques, Luz poursuit son rêve de devenir une sorcière en servant Eda comme apprentie au Manoir de la Chouette et trouve finalement une nouvelle famille dans un environnement improbable.
La deuxième saison, qui suit directement les événements du final de la première saison, suivra les principaux protagonistes travaillant ensemble pour ramener Luz dans le monde humain, aider Eda à affronter ses démons intérieurs, rechercher la vérité sur le passé de King et notamment son père perdu depuis longtemps.

## Personnages

### Personnages principaux
Luz Noceda,
Luz est une adolescente dominico-américaine de 14 ans doté d'une imagination débordante et passionnée par la magie depuis qu'elle suit les aventures d'Azura, la bonne sorcière. À la suite d'un accident, elle atterrit aux Îles Bouillantes et étudie pour devenir une sorcière,.
Edalyn Griffépine (Edalyn Clawthorne)
Aussi connu sous le surnom de la Dame Chouette (Eda the Owl Lady), Eda est une sorcière qui se revendique comme étant la plus puissante des Îles Bouillantes, elle est le mentor de Luz ainsi qu'une criminelle recherchée, notamment pour avoir refusée de rejoindre un clan et pour l’utilisation de « magie sauvage ». Elle a été victime d'une malédiction qui la change en une créature monstrueuse à l'apparence d'une chouette. Dans la saison 2, elle perd tous ses pouvoirs et apprend la magie des glyphes aux côtés de Luz, par ailleurs elle finit par maîtriser sa forme monstrueuse adoptant ainsi une forme hybride qu'elle nomme Eda la Harpie (Harpy Eda). Elle possède une amilette du nom de Hiboubou qu'elle a sculpté avec son père.
King
King est une petite créature, colocataire d’Eda, qui se revendique comme étant le Roi des démons et victime d'une malédiction l'ayant rapetissé et cherche depuis ce jour à retrouver sa grandeur. Malgré ses disputes avec Eda, il est très proche de cette dernière, et la voit comme une figure maternelle, au point qu'il adoptera officiellement son nom de famille. Il considère également Luz comme une grande sœur. Dans la saison 2, il apprend que son histoire était un mensonge et qu'il est, en réalité, le dernier des Titans.

### Personnages secondaires
Boubou (Hooty)
Le heurtoir à tête de chouette gardant le manoir d'Eda. Bien que très amical et cherchant à aider, il est cependant assez casse-pied notamment avec sa voix stridente et son comportement trop collant.
Willow Park
Élève d’Hexside et amie de Luz et Gus, se spécialisant dans la magie botanique. À l’origine, Willow a été placée dans la classe d’abomination jusqu’à ce que son utilisation de la magie des plantes la fasse transférer dans la classe des plantes. Elle était victime de brimades de la part d'autres élèves à cause de ses pouvoirs latents et de sa maladresse, mais au fur et à mesure, elle parvient à s'affirmer et gagner l'admiration de tous.
Augustus « Gus » Porter
Élève d’Hexside se spécialisant dans la magie d’illusion, amie de Luz et Willow, il est également un grand passionné du monde des humains. Il a dirigé une fois le club des amateurs d’humains (Human Appreciation Society) avant d’être démis de ses fonctions par le principal Labosse après ce qui est arrivé à la salle de retenue.
Amity Blight
Une des plus brillantes élèves d’Hexside, experte en abomination et rivale de Luz, avant de finalement devenir son amie. Plus tard dans la série, elle tombe secrètement amoureuse de Luz et leur relation est officialisée dans la saison 2.
Matt Tholomule, dit Mattholomule
Élève d'Hexside, et ancien élève de Glandus, il devient président du club des amateurs d’humains après avoir renversé Gus. D'abord rival de ce dernier, les deux finissent par devenir amis dans la saison 2, après avoir protégé un cimetière d'illusionistes.
Principal Labosse (Hieronymus Bump)
Principal d’Hexside qui porte un chapeau en forme de démon (en réalité son amilette) sur la moitié de son visage. Bien qu'assez sévère, il n'aspire qu'à l'épanouissement de ses élèves, et n'a pas hésité à changer les règles de son établissement pour cette raison. Il ne tient pas de bons souvenirs d'Eda, cette dernière ayant été une élève particulièrement turbulente.
Professeur Abominable
Professeur qui enseigne aux élèves la magie des abominations. Il est transporté dans Hexside par sa propre abomination.
Tinella Nosa
Surnommée Tiny Nose en VO (litt. « petit nez »).
Petite créature ronde avec un nez proéminent grande fan de théories du complot, ce qui lui a valu d'être enfermé au conformatorium au début de la série.
Lilith Griffépine (Lilith Clawthorne)
Cheffe du clan de l’Empereur et sœur d'Eda. Elle tente par tous les moyens d'intégrer sa sœur au clan de l'Empereur. Malgré leurs disputes, elle tient beaucoup à Eda et cherche à la soigner de la malédiction qu'elle lui a lancée par jalousie dans sa jeunesse. Dans la saison 2, elle est renvoyée du clan de l'Empereur et perdra ses pouvoirs magiques, elle aspire à présent à réparer les torts qu'elle a causé.
Reine chauve-souris
Ancienne amilette appartenant autrefois à un géant. Elle recueille les amilettes maltraitées ou oubliées par leur propriétaire. Elle a également trois enfants, qu'elle confiera à Eda dans un épisode.
Emira et Edric Blight
Frère et sœur jumeaux, ainés d’Amity. Très complices, ils aiment faire de mauvaises blagues ensemble, malgré ça, ils aiment profondément leur petite sœur.
Odalia Blight
Mère d’Amity et dirigeante de Blight Industries avec son mari. Elle ne pense qu'à son entreprise et sa réputation ce qui lui vaut de ne pas être apprécié par sa propre famille. Très manipulatrice, elle exerce un certain pouvoir administratif sur Hexside, ayant pu obtenir le renvoi des amis d'Amity de l'école.
Alador Blight
Père d’Amity. Il est celui qui crée les abominations pour Blight Industries ainsi que le co-dirigeant de l'entreprise avec sa femme. Ne faisant que suivre au début, il finit par regretter ses actes souhaitant redevenir proche de ses enfants.
Hunter, dit le Garde doré (The Golden Guard)
Jeune prodige qui prend la place de Lilith après qu’elle ait trahi l’Empereur et devient donc le bras droit de ce dernier. Au début extrêmement fidèle à l'Empereur, il apprendra la vérité à son sujet et fuira sa forteresse. Il apprend également qu'il est un marcheur de l'ombre (Grimwalker), un être artificiel conçu par Belos, à l'image de son frère.
Gwendolyn Griffépine (Gwendolyn Clawthorne)
Mère d’Eda et Lilith Griffépine. Depuis qu'Eda a été atteinte par la malédiction elle fait tout pour trouver un remède, délaissant involontairement Lilith. Elle sera trompée par une groupe d'escrocs qui lui vendront un livre, mais sera raisonnée par Luz. Elle lui révèlera également l'existence du journal de Philip Wittebane, un humain qui a autrefois séjourné sur les îles Bouillantes.
Dell Griffépine (Dell Clawthorne)
Père d’Eda et Lilith, ainsi qu'un sculpteur réputé d'amilettes. Il a perdu cette capacité après avoir été gravement blessée par Eda, alors transformée en monstre par la malédiction. Bien qu'il ne lui en veuille pas, Eda se sent coupable de sa situation et cherche à l'éviter.
Camilla Noceda
Mère de Luz et vétérinaire. Elle souhaite que sa fille soit un peu plus « normale » et l'a envoyé dans un camp d'été dans cet objectif. Dans la saison 2, elle découvre que sa fille se trouve dans un autre monde et qu'elle abritait un Basilic sous son toit, bien qu'acceptant la situation et attendant Luz, elle s'en veut d'avoir poussé sa fille à être ce qu'elle ne voulait pas.
Vee, alias Numéro V
Basilic des Îles Bouillantes ayant fui le monde des démons pour se réfugier dans le monde des humains. Ayant pris l’apparence de Luz, elle vit avec Camilla qui ignore tout d'elle. Après l'avoir sauvé d'un chasseur de sorcières amateur, Camilla accepte d'adopter Vee.
Raine Whispers
Personnage non-binaire qui dirige le clan des poètes. Raine était autrefois très proche d'Eda lors de leurs jeunes années, mais ont coupés tout lien depuis. Malgré ça, Raine éprouve encore des sentiments pour Eda et essayera tout pour la protéger.
Darius Deamonne
Chef du clan des abominations, souvent accompagné d'Eberwolf. Il cherche secrètement à mettre fin aux plans de Belos, ne croyant pas en ses paroles d'utopie. Découvrant que Raine partage ses objectifs, les deux s'associent dans ce projet.
Eberwolf
Petite créature dit « démon bipède », chef du clan des bêtes (Beast Keeping Coven). Il traîne souvent avec Darius, et prend parfois un malin plaisir à l'embêter. Tout comme lui, il ne croit pas les paroles de Belos et cherche à mettre fin à ses projets.
Steve
Sentinelle du Clan de l'Empereur, et ami proche de Lilith. Il est le seul à être resté en contact avec elle après son licenciement. Dans la saison 2, il remet en question les choix qu'il a fait, et décide de quitter le clan de l'Empereur rejoignant les CAT, une organisation cherchant à renverser Belos.
Masha
Personne non-binaire qui se lie d’amitié avec Vee lors du camp d'été. Dans la saison 3, Masha guide Luz et sa bande dans l'ancien Gravesfield et leur raconte la légende des frères Wittebane.
Caleb Wittebane
Frère aîné de Philip Wittebane. Chasseur de sorcières comme son frère, sa vie bascule quand il fait la rencontre d'une sorcière du nom d'Evelyn qui l'emmène sur les îles Bouillantes. Après avoir retrouvé son frère, une dispute éclate entre les deux et il est tué par ce dernier.

### Antagonistes principaux
Empereur Belos
Il est le souverain des Îles Bouillantes qui est protégé par son propre clan. Il estime que la magie sauvage est dangereuse et qu'elle doit être controlée par le système de clans. Il prépare un mystérieux projet appelé « Jour de l'Unité », un évènement qui, selon lui, devrait unir tous les sorciers méritants. Dans la saison 2, on découvre qu'il est en réalité un humain du nom de Philip Wittebane, et qu'il cherche en réalité à rentrer dans le monde des humains et au passage détruire les sorcières des îles Bouillantes, qu'il considère comme le mal absolu.
Le Collectionneur (The Collector)
Il est l'antagoniste majeur de la saison 3, il était allié de l'Empereur Belos lors du Jour de l'Unité en échange de sa liberté, mais n'ayant pas tenu sa promesse, il est libéré un peu plus tard par King avec qui il se liera d'amitié. Malgré ses puissants pouvoirs, il n'est en fait qu'un enfant cherchant juste à se faire des amis.

### Antagonistes secondaires
Kikimora
Kikimora, surnommée Kiki, est la supérieure hiérarchique des chefs de clan et l’assistante personnelle de l’Empereur Belos. Dans la saison 2, elle devient paranoïaque à l'idée de se faire prendre sa place par Hunter.
Tiblit Tibley « Tibbles » Grimhammer III
Tibbles est un marchand à l'apparence d'un cochon. Il en veut à Eda et Luz depuis que ces dernières ont détruit son stand au marché nocturne.
Boscha
Jeune élève d'Hexside prétentieuse à trois yeux qui fut l’amie d’Amity (dont cette dernière deviendra l’ennemie après avoir décidé d’être une meilleure personne) et qui est obsédée par Penstagram et de Magie-Basket. Elle ne pense qu'à sa réputation et se montre odieuse envers ceux qu'elle considère comme étant inférieurs à elle.

## Distribution

### Voix originales
- Sarah-Nicole Robles : Luz Noceda
- Wendie Malick : Eda la Dame Chouette
- Alex Hirsch : King / Boubou
- Tati Gabrielle : Willow Park[1]
- Issac Ryan Brown (en) : Gus Porter
- Mae Whitman : Amity Blight
- Bumper Robinson (en) : Hieronymus Bump
- J. B. Blanc : Professeur Abominable
- Dana Terrace : Tinella Nosa
- Cissy Jones : Lilith Clawthorne
- Parvesh Cheena (en) : Tiblit Tibley « Tibbles » Grimhammer III
- Eden Riegel : Boscha
- Isabella Rossellini : La reine chauve-souris
- Matthew Rhys[4] : Empereur Belos
- Mela Lee : Kikimora
- Zeno Robinson : Hunter, dit le Garde doré
- Rachael MacFarlane : Odalia Blight
- Jim Pirri (en) : Alador Blight
- Avi Roque : Raine Whispers
- Elizabeth Grullon : Camila Noceda
- Debra Wilson : Terra Snapdragon
- Fryda Wolff (en) : Le Collectionneur

### Voix françaises
- Jazz Marlier : Luz Noceda
- France Bastoen : Eda la Dame Chouette
- Olivier Prémel : King, Boubou
- Sophie Landresse : Camilia Noceda
- Jean-Marc Delhausse : le principal Labosse, Adegast, Piniet
- Alexandre Crépet : Nevareth, l'empereur Belos
- Émilie Guillaume : Gus Porter
- Héléna Coppejans : Willow Park
- Fanny Dreiss : Amity Blight
- Esther Aflalo : Boscha
- Véronique Biefnot : Lilith, la reine chauve-souris
- Sophie Pyronnet : Kikimora, le Collectionneur
- Matthieu Meunier : Hunter, dit le Garde doré
- Noa Lecot : Jeune Eda

#### Version française
- Studio de doublage : Dubbing Brothers
  - Direction artistique : Carole Baillien, Véronique Fyon, Patrick Waleffe
  - Adaptation : Sophie Deschaumes, Cyrielle Roussy

## Épisodes

### Saison1 (2020)
1. Portail magique (A Lying Witch and a Warden)
2. Les Sorcières avant les enchanteurs (Witches Before Wizards)
3. Abomination abominable (I Was a Teenage Abomination)
4. L’Intrus (The Intruder)
5. Convention (Covention)
6. Le Manoir animé (Hooty’s Moving Hassle)
7. Jeux de Langages (Lost in Language)
8. Échange de corps (Once Upon a Swap)
9. Pari risqué, pari piégé (Something Ventured, Someone Framed)
10. Le sceptre magique (Escape of the Palisman)
11. Auteur à succès (Senses and Insensitivity)
12. En quête de nouveaux sorts (Adventures in the Elements)
13. Jour de rentrée (The First Day)
14. De minuscules problèmes (Really Small Problems)
15. Remuer le passé (Understanding Willow)
16. Le bal de promo (Enchanting Grom Fright)
17. Improvise comme les sorcières (Wing it Like Witches)
18. La douleur d’une sorcière (Agony of a Witch)
19. Sang neuf, âmes anciennes (Young Blood, Old Souls)

La première lettre de chaque titre original forme un message : « A witch loses a true way ».

### Saison2 (2021-2022)
1. Chasseurs de primes (Separate Tides)
2. Éviter l’expulsion (Escaping Expulsion)
3. Le passé de King (Echoes of the Past)
4. Sauver les a-peur-ances (Keeping Up A-fear-ances)
5. Les ruines de l’illusion (Through the Looking Glass Ruins)
6. La Chasse aux Amilettes (Hunting Palismen)
7. Le requiem d’Eda (Eda’s Requiem)
8. Boubou, un ami qui vous veut du bien (Knock, Knock, Knockin’ on Hooty’s Door)
9. Le lac de l’éclipse (Eclipse Lake)
10. Le mensonge d’hier (Yesterday’s Lie)
11. Le jour de la parade (Follies at the Coven Day Parade)
12. Ailleurs et n’importe quand (Elsewhere and Elsewhen)
13. Un sport pour les meilleurs (Any Sport in a Storm)
14. Une main tendue (Reaching Out)
15. Ainsi va la vie (Them’s the Breaks, Kid)
16. Piège mental (Hollow Mind)
17. Au bout du monde (Edge of the World)
18. Comme dans un labyrinthe (Labyrinth Runners)
19. Oh King, roi des Titans (O Titan, Where Art Thou)
20. Nuages à l’horizon (Clouds on the Horizon)
21. Le chaos (King’s Tide)

La première lettre de chaque titre original forme un message : « Seek the key, fear the lock ».

### Saison3 (2022-2023)
1. Grâce à eux (Thanks to Them)
2. Pour l’avenir (For the Future)
3. Observer et rêver (Watching and Dreaming)

Le premier mot de chaque titre original forme un message : « Thanks for watching » (« Merci d’avoir regardé »).

### Owl Pellets(2020)
La mini-série Owl Pellets est diffusée sur la chaîne YouTube de Disney Channel du 4 avril 2020 au 2 mai 2020.
1. Titre français inconnu (Welcome to Hexside)
2. T’as utilisé quel pinceau ? (Eda’s Cursed Brush)
3. Titre français inconnu (Paint Scare)
4. Cours de dessin (Art Lesson With Luz)
5. Cœur à sang (Covin Loving Soap Opera)

## Production

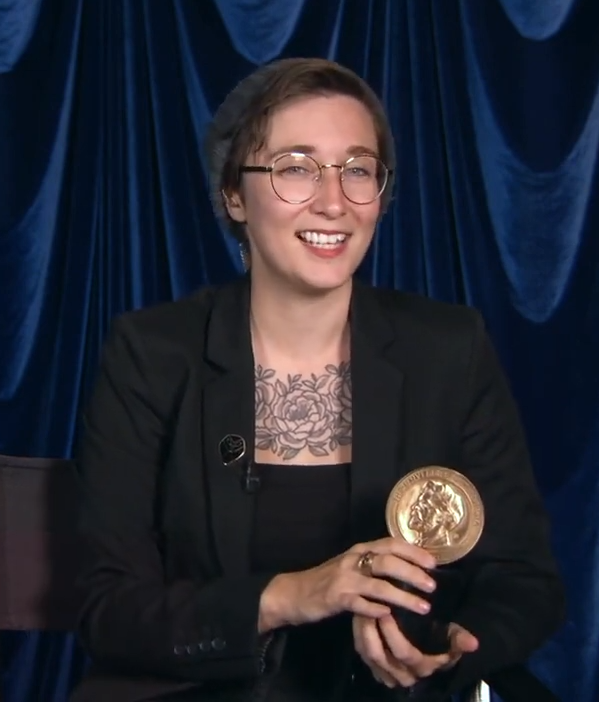
Dana Terrace en 2021.

The Owl House a été créée par Dana Terrace, auparavant scénarimagiste pour Gravity Falls et plus tard réalisatrice du reboot de La Bande à Picsou (2017). La sortie de la série était initialement prévue pour 2019 mais elle a été repoussée à 2020. Dana Terrace est la quatrième femme à créer une série pour Disney Television Animation, après Pepper Ann avec Sue Rose, Docteur La Peluche avec Chris Nee et Star vs the Forces of Evil avec Daron Nefcy.
La série est animée par les studios sud-coréens Sugarcube Animation, Rough Draft Korea et Sunmin Image Pictures (en).
Dana Terrace a déclaré que le style visuel était inspiré des peintures de Remedios Varo, John Bauer et Jérôme Bosch, ainsi que de l’architecture russe.
Le 21 novembre 2019, la série a été renouvelée pour une deuxième saison avant même le début de la diffusion de la première saison.
Le 17 mai 2021, la créatrice de la série annonce sur les réseaux sociaux que la saison 2 sera diffusée à partir du 12 juin 2021 sur Disney Channel. Le même jour, Disney Channel annonce renouveler la série pour une troisième saison qui sera composée de trois épisodes spéciaux de 44 minutes,.

### Promotion

Logo original de la série d’animation.

Le 10 juin 2019, la bande-annonce est présentée en avant-première lors d’une conférence au Festival international du film d'animation d'Annecy. Elle a ensuite été publiée sur la chaîne YouTube de Disney Channel un jour plus tard,.
Le générique de début de la série est publié sur la même chaîne le 19 juillet 2019 pendant la Comic-Con à San Diego. Un extrait ainsi que le générique de fin sont publiés le 4 octobre 2019 pendant une conférence au New York Comic Con.
La version française du premier épisode est publiée en avant-première le 10 avril 2020 sur YouTube, soit cinq jours avant sa diffusion officielle sur Disney Channel France.
Le 17 mai 2021, le nouveau générique pour la deuxième saison est mise en ligne en avant-première sur la chaîne YouTube de Disney Channel,.

## Accueil
The Owl House a reçu un accueil positif de la part des critiques. Emily Ashby de Common Sense Media a déclaré que l’assemblage de différents éléments a rendu la série excentrique et sympathique. La série est également bien écrite et animée, écrivant « que la série sera probablement celle que vous voudrez regarder aux côtés de vos enfants plus âgés, vous donnant ainsi la possibilité de discuter des thèmes à mesure qu’ils se présentent. ». Un critique de LaughingPlace.com fait l’éloge de la série pour ses visuels uniques et son jeu de voix, déclarant que « les performances s’accordent magnifiquement alors que la diversité dans leur prestation met en valeur les rôles uniques des personnages dans le royaume des démons. ». 

### Représentation LGBTQ+
Luz à Osville est riche en représentation LGBTQ+ au travers de nombreux aspects.
Le premier se trouve être les pères de Willow que l’on peut apercevoir dans un des souvenirs de cette dernière dans l’épisode 15 (Understanding Willow).
Le deuxième est l’habit de bal queer (mélange de robe tutu et smoking) que porte Luz dans l’épisode 16 (Enchanting Grom Fight).
Enfin la révélation de l’attirance d’Amity pour Luz révélé dans ce même épisode au travers de l’invitation qu’Amity a écrite pour l’héroïne. Dana Terrace et Disney ont révélé que Luz est bisexuelle, faisant d’elle le premier protagoniste bisexuel — voire LGBTQ+ — de Disney et une des premières séries destinées aux enfants/adolescents avec un personnage principal LGBTQ+.
Dans la saison 2, dans l’épisode 5 Through the Looking Glass Ruins montre un bisou sur la joue de Luz de la part d’Amity, laissant suggérer une potentielle relation officielle entre la protagoniste Luz Noceda et Amity Blight.
Dans l’épisode 7 Eda’s Requiem, la série introduit le premier personnage non-binaire officiel du studio Disney Raine Whispers. Le personnage est notamment genré par le pronom neutre « iel » dans le doublage français de la série.
Dans l’épisode 8 Knock, Knock, Knockin’ on Hooty’s Door, la relation entre Luz et Amity devient officielle confirmant la sexualité d'Amity qui est lesbienne. Ce même épisode nous montre qu’Edalyn et Raine étaient en couple avant de devoir se séparer, dû notamment au fait que Raine avait rejoint le clan des poètes.
Dans la saison 3, dans l'épisode 1 Thanks to them, lors d'un time laps, on peut voir Luz qui fait son coming-out a sa mère en compagnie d'Amity.

## Récompenses
- Peabody Award[22]